# Hetty Verhoogt
Hendrika Jacoba (Hetty) Verhoogt (Amsterdam, 18 september 1938 – Laren, 22 juni 2022) was een Nederlands actrice.

## Biografie
Verhoogt speelde toneel tijdens haar HBS jaren en ging vervolgens naar de toneelschool in Amsterdam. Vanaf 1961 speelde ze bij de Nederlandse Comedie in haar eerste rol als Babet in het programma Mijnheer gaat op jacht. Vijf jaar later werd zij freelance-actrice. Ze werkte mee aan diverse operette-, opera- en cabaretproducties, maar was ook geregeld te zien in film en op tv.

### Privé
Verhoogt is getrouwd geweest met reclameman Christian Oerlemans (bekend van Even Apeldoorn bellen) en daarna met acteur Hans Boskamp. Ze kreeg later een relatie met acteur Eddie Brugman. Ze woonde de laatste jaren van haar leven in het Rosa Spier Huis in Laren. Ze overleed in de zomer van 2022 op 83-jarige leeftijd.

## Filmografie
- De bruiloft van Kloris en Roosje (1962)
- Zoete vogel van de jeugd (1962)
- Een Midzomernachtsdroom (1963)
- De vergeten medeminnaar (1963)
- Maigret (1964)
- Stiefbeen en zoon (1965)
- De dans van de reiger (1966)
- Miranda en de speelgoedman  (1966)
- De verloedering van de Swieps (1967)
- Mandjes uit Mexico (1967)
- Lucelle (1968)[2]
- Zeemansvrouwen (1968)
- Zo goed als nieuw (1969)
- De kleine waarheid (1971-1972)
- Martha (1974)
- Kiss Me Kate (1975)
- Standrecht (1977)
- Ons goed recht (1979)
- Cassata (1979)
- Een zekere Judas (1980)
- Tenslotte ben je geen kind meer (1980)
- De Weg (1983)
- Bessen (1983)
- An Bloem (1983)
- Herenstraat 10 (1983-1984)
- Schoppen Troef (1984)
- De appelgaard (1986)
- Moordspel (1987)
- Een nieuwe dood (1987)
- Simon Winner (1989)
- De zomer van '45 (1991)
- Caravans (1992)
- Goede tijden, slechte tijden (1993)
- Vrienden voor het leven (1993)
- Het Zonnetje in Huis (1994)
- De victorie (1994)
- Oppassen!!! (1995)
- SamSam (1995-1996)
- In de praktijk (1998-1999)